# Дмитрієвка (Успенський район)
Дми́трієвка (каз. Дмитриевка) — село у складі Успенського району Павлодарської області Казахстану. Входить до складу Конирозецького сільського округу.
Населення — 176 осіб (2021; 246 у 2009, 503 у 1999, 677 у 1989).
Національний склад станом на 1989 рік:
- росіяни — 26 %